# Somerville (Massachusetts)
Pour les articles homonymes, voir Somerville.
La ville de Somerville est située dans le comté de Middlesex, dans l’État du Massachusetts, aux États-Unis. Sa population s’élevait à 75 754 habitants lors du recensement de 2010, estimée à 81 360 habitants en 2017.
En février 2016, Somerville a été classée sixième parmi les dix destinations recommandées aux États-Unis par Lonely Planet[réf. souhaitée].
En 2015, Somerville a rejoint le mouvement Fab City, suivant l'appel lancé par le maire de Barcelone, Xavier Trias, à ce que toutes les villes du monde deviennent autosuffisantes pour 2054.

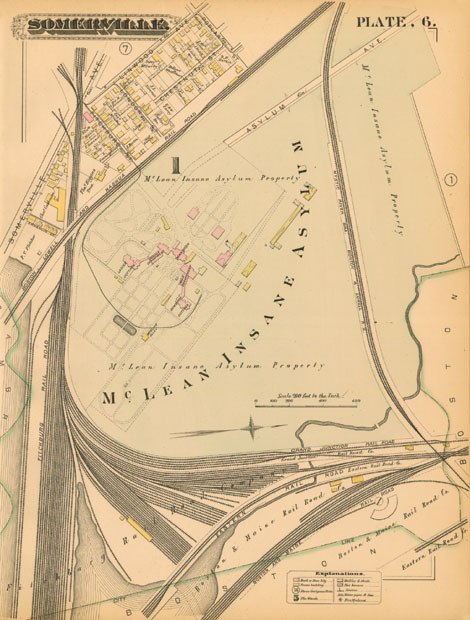
Localisation de l'asile McLean sur un plan de 1884.

L'asile d'aliénés McLean (Asylum for the Insane), l'un des principaux centre de recherche psychiatrique des États-Unis, a été aménagé en 1811 dans un faubourg de Charlestown aujourd'hui rattaché à Somerville. Cette institution, fondée par des notables de Boston, fut la première de ce genre en Amérique du Nord. Elle se proposait d'abriter les sans-logis considérés comme mentalement dérangés qui « abondaient dans les rues et chemins de Boston et ses alentours. » L'hôpital fut édifié non loin d'un hôtel particulier dessiné par Charles Bulfinch, qui forme aujourd'hui le hall d'accueil de l'établissement ; la plupart des autres bâtiments étaient achevés en 1818.

## Culture
Museum of Bad Art

## Personnalités liées à la ville
- Henry F. Gilbert (1868-1928), compositeur de musique.
- Aline van Barentzen (1897-1981), née ici. Pianiste et pedagogue très célèbre du Conservatoire National Supérieur de Musique et Danse de Paris.
- Harold Connolly (1930-2010), champion olympique du lancer du marteau.
- Saul Levine (né en 1943), cinéaste.
- Sturniolo triplets (nés en 2003), youtubeurs

## Jumelages
- Gaète (Italie) depuis 2006[4]
- Tiznit (Maroc) depuis 2010